# نهائي كأس رابطة الأندية الإنجليزية المحترفة 1984
نهائي كأس رابطة الأندية الإنجليزية المحترفة 1984 هي المباراة النهائية من منافسة كأس رابطة الأندية الإنجليزية المحترفة 1983–84، أقيمت المباراة في 28 مارس 1984، في ملعب ماين رود، بين فريقي نادي ليفربول، ونادي إيفرتون، وفاز فيها نادي ليفربول، بعد أن هزم نادي إيفرتون، بنتيجة 1 - 0.

## تفاصيل المباراة
لعبت المباراة النهائية في 28 مارس 1984.
| نادي ليفربول | 1 -0 | نادي إيفرتون |
| ------------ | ---- | ------------ |
|              |      |              |